# Bellefleur (appel)

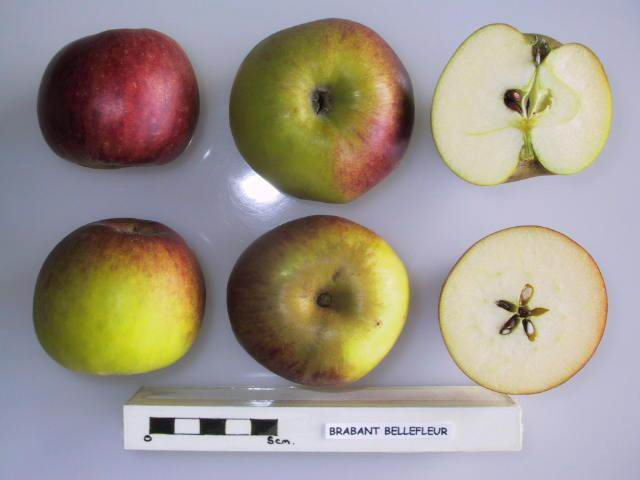
Brabantse Bellefleur

Bellefleur is een aanduiding voor verschillende rassen appel waaronder Dubbele Bellefleur, Drentse Bellefleur en Brabantse Bellefleur.